# Bagotoji (przystanek kolejowy)
Bagotoji – przystanek kolejowy w pobliżu miejscowości Bagotoji, w rejonie kozłoworudzkim, w okręgu mariampolskim, na Litwie. Położony jest na linii Kowno – Kibarty.

## Historia
Stacja kolejowa powstała przed II wojną światową. Przebudowana do roli przystanku po upadku Związku Sowieckiego.